# En terra perillosa 2
En terra perillosa 2 (títol original: Fire Down Below) és una pel·lícula estatunidenca d'acció, dirigida per Félix Enríquez Alcalá, estrenada l'any 1997. Ha estat doblada al català.

## Argument
Tres agents de l'FBI han desaparegut misteriosament un darrere l'altre, mentre seguien una mateixa investigació en una ciutat minera dels Apalatxes. Una carta anònima havia denunciat esdeveniments estranys: residus tòxics serien abocats als turons dels voltants, posant en perill l'equilibri ecològic de la regió i causen greus malalties als seus habitants, especialment als nens. Per la seva banda, Jack Taggart, agent federal del Despatx mediambiental, és enviat al lloc per resoldre l'enigma. L'hermetisme de la gent no facilita la investigació de Taggart, però aviat relaciona el cas amb un empresari sense escrúpols anomenat Orin Hanner, que té amenaçat al poble sencer.

## Repartiment
- Steven Seagal, Agent federal al Despatx mediambiental
- Marg Helgenberger: Sarah Kellogg
- Stephen Lang: Earl Kellogg
- Brad Hunt: Orin Hanner Jr.
- Kris Kristofferson: Orin Hanner Sr.
- Harry Dean Stanton: Cotton Harry
- Levon Helm: Reverend Bob Goodall
- Mark Collie: Hatch
- Alex Harvey: Sims
- Ed Bruce: xèrif Lloyd
- Amelia Neighbors: Edie Carr
- Richard Masur: Phil Pratt
- Scott L. Schwartz: Pimple
- Ellaraino: La jutgessa
- Travis Tritt: ell mateix
- Betsy Hamill: Peggy Lynn
- Patsy Hamill: Patsy Lynn

## Nominacions
El film va estar nominat als premis Razzie :
- 1999: Nominació de Steven Seagal al Premi Golden Raspberry al pitjor actor.
- 1999: Nominació al Premi Golden Raspberry al pitjor film.
- 1999: Nominació al Premi Golden Raspberry a la pitjor parella a la pantalla: Steven Seagal i la seva guitarra.
- 1999: Nominació al Premi Golden Raspberry a la pitjor cançó original (cançó Fire Down Below) (Steven Seagal amb Mark Collie)